# Happy Ol' McWeasel
Happy Ol' McWeasel je slovenska punk-rock skupina iz Maribora.

## Zgodovina
Skupina je nastala leta 2007. Idejni vodji zasedbe sta Gregor "Moony" Jančič (vokal) in Primož "Ufo" Zajšek (harmonika) h katerima so se pridružili še Tine Trapečar (akustična kitara), Luka Cajnkar (kitara), Bine Zorko (bas) ter Aleš Voglar (bobni). Kasneje se je pridružil še violist in producent Martin Bezjak. Leta 2008 je Luka zapustil skupino, na kitari ga je menjal Aleš Pišotek. 

## Zasedba
- Gregor "Moony" Jančič - vokal, akustična kitara - 2007-danes
- Primož "Ufo" Zajšek - harmonika, back vokal - 2007-danes
- Aleš Voglar - bobni - 2007-danes
- Martin Bezjak - viola, back vokal - 2007-danes
- Timi Kranjc - benjo - 2023-danes
- Jure Pak, bas kitara - 2024
- Bine Zorko - bas kitara - 2007-2012, 2023-2024
- Aleš Pišotek - električna kitara - 2008-danes
- Matej Kosmačin - bas kitara, back vokal - 2013-2023
- Matjaž Pijavec - banjo, akustična kitara - 2015-2021

## Diskografija
Albumi
- No Offence (2012)[1][2][3]
- Heard Ya Say! (2015)[4]
- Such Is Life (2023)

Singli
- Irish Rover (2009)
- Hairy Grizzly (2011)
- No Offence (2012)
- Good Deeds (2013)
- Away (2015)
- Left Behind (2015)
- Blow (2016)
- Sunny Side of the Street (priredba The Pogues) (2016)
- Join the Crew (2017)
- Break Them Bones (2019)
- See You Tomorrow (2020)
- Mickey Lad (2020)
- Last Good Chance (2022)
- 100 Years (2023)

## Videospoti
- Irish Rover (2009)
- Hairy Grizzly (2011)
- No Offence (2012)
- Good Deeds (2013)
- Left Behind (2015)
- Blow (2016)
- Join the Crew (2017)
- Sunny Side of the Street (2017)
- Break Them Bones (2019)
- See You Tomorrow (2020)
- Mickey Lad (2020)
- Last Good Chance (2022)
- 100 Years (2023)
- On The Run (2023)
- Somewhere (2023)
- Out Of My Way (2024)